# Joseph Ravannack
John Joseph Ravannack (* 19. März 1878 in New Orleans; † 10. Oktober 1910 ebenda) war ein US-amerikanischer Ruderer.

## Karriere
Ravannack nahm an den Olympischen Spielen 1904 in St. Louis teil. Hier erreichte er mit seinem Partner John Wells im Doppelzweier den dritten Rang und sicherte sich somit Bronze.
Neben seiner sportlichen Laufbahn arbeitete er für die Lokalzeitung New Orleans Times-Picayune. Außerdem war er Mitglied der Fireman's Benevolent and Charitable Association und St. Rose de Lima Conference of St. Vincent de Paul.